# Flipper (film, 1963)
Flipper är en amerikansk äventyrsfilm från 1963 skriven av Arthur Weiss och baserad på en berättelse av Ricou Browning och Jack Cowden. Flipper producerades av Ivan Tors och regisserad av James B. Clark. Filmen handlar om en 12-årig pojke som bor med sina föräldrar i Florida Keys, och som blir vän med en skadad vild delfin. Pojken och delfinen blir oskiljaktiga och övervinner så småningom farhågorna hos pojkens fiskare.
Filmen släpptes av Metro-Goldwyn-Mayer den 14 augusti 1963 och lade grunden för den efterföljande tv-serien med samma namn (1964–1967) och filmuppföljare. Flippers soundtrack producerades av Dunham och Henry Vars.